# Ісікава Такубоку
Ісікава Такубоку (яп. 石川 啄木, Ісікава Такубоку, 20 лютого 1886, село Сібутамі, префектура Івате, Японія — 13 квітня 1912) — японський поет, літературний критик. Поезія Такубоку мала значний вплив на розвиток жанру танка.

## Біографія
Народився у селі Сібутамі в префектурі Івате на головному японському острові Хонсю у родині незаможного сільського священника, при народженні отримав ім'я Хадзіме («первісток»). Був єдиним сином у родині. Такубоку (від яп. «дятел») — літературний псевдонім, вперше використаний 1903 року.
Перші вірші танка були опубліковані 1902 року в токійському журналі «Ранкова зірка».
Помер у злиднях від туберкульозу через місяць після смерті матері. На момент смерті йому було 26 років.

## Українські переклади
- Ісікава Такубоку. Лірика / Пер. з японської та передмова Геннадія Туркова. — К.: Дніпро, 1984. — 154 с.
- Ісікава Такубоку. Лірика / Пер. з японської та передмова Геннадія Туркова. — К.: Котигорошко, 1993. — 104 с. Серія «Шкільна бібліотека», наклад 25 000 примірників. ISBN 5772005397
- Ісікава Такубоку. Вірші "Сінтайсі" (пер. з японської та передмова - Комаха Олександр). — «Всесвіт», 2018, № 1—2.